# Velotte-et-Tatignécourt
Velotte-et-Tatignécourt é uma comuna francesa na região administrativa do Grande Leste, no departamento de Vosges. Estende-se por uma área de 5.36 km². Em 2010 a comuna tinha 164 habitantes (densidade: 30,6 hab./km²).